# Rosangela Moro
Rosangela Maria Wolff de Quadros Moro (Curitiba, 28 de maio de 1974) é uma advogada e política brasileira, filiada ao UNIÃO. Foi eleita Deputada Federal por São Paulo nas eleições de 2022.

## Biografia

### Política
Nas eleições de 2022, foi eleita deputada federal por São Paulo, com 217.170 votos (0,91% dos válidos).
Como parlamentar, votou contra a PL da Igualdade Salarial, lei que obriga a igualdade de remuneração entre homens e mulheres. Rosângela alegou que a ideia é bem intencionada, porém, "poderá desestimular a contratação de mulheres".
Em março de 2024, trocou o seu domicílio eleitoral para o Paraná, o que gerou certa controvérsia e críticas entre deputados da oposição, já que a parlamentar foi eleita pelo estado de São Paulo. A Procuradoria Regional Eleitoral de São Paulo foi acionada após a mudança e uma das alegações contra Rosangela foi a de que a deputada praticou "infidelidade eleitoral" por abandonar o eleitorado que a elegeu. O requerimento também pede a perda do mandato eletivo da parlamentar. Já em nota, Rosangela Moro afirmou que a "transferência do domicílio eleitoral é um direito de todo cidadão brasileiro" e que irá continuar com seu escritório de representação aberto na capital de São Paulo e a agenda nas demais cidades do Estado. No mesmo mês, ela foi condenada pelo TRE-SP a devolver R$28 mil à União pelo uso indevido de verba pública para passagens aéreas. A deputada justificou o gasto com a suposta produção de material de campanha para seu marido, mas como não conseguiu provar a produção do material na data anunciada, isso reforçou a condenação. Rosângela Moro recorreu.

## Desempenho eleitoral
| Ano  | Eleição               | Cargo            | Partido                               | Partido | Coligação             | Titular | Votos para Rosangela | Votos para Rosangela | Votos para Rosangela | Votos para Rosangela | Resultado | Ref.  |
| Ano  | Eleição               | Cargo            | Partido                               | Partido | Coligação             | Titular | T.                   | Total                | %                    | P.                   | Resultado | Ref.  |
| ---- | --------------------- | ---------------- | ------------------------------------- | ------- | --------------------- | ------- | -------------------- | -------------------- | -------------------- | -------------------- | --------- | ----- |
| 2022 | Estadual de São Paulo | Deputada Federal |                                       | UNIÃO   | —                     | —       | 1.º                  | 217.170              | 0,91%                | 18.ª                 | Eleita    | [ 9 ] |
| 2024 | Municipal de Curitiba | Vice-prefeita    | Curitiba Pode Mais (UNIÃO, DC e Agir) | UNIÃO   | Ney Leprevost (UNIÃO) | 1.º     | 60.675               | 6,49%                | 4.ª                  | Não Eleita           | [ 10 ]    |       |

## Vida pessoal
É casada com ex-juiz federal e ex-ministro da Justiça e Segurança Pública Sergio Moro, eleito senador pelo Paraná em 2022. Também é prima do prefeito de Curitiba, Rafael Greca.